# بانک تجارتی افغانستان
بانک تجارتی افغانستان، شرکت خدمات مالی و بانکداری افغانستانی است، که در سال ۲۰۰۶ میلادی توسط یک سرمایه‌گذار بنگلادشی تأسیس و شروع به فعالیت کرد.
با شروع اوضاع ناامنی در کشور و ایجاد تزلزل در اوضاع این شرکت کلیه سهام آن را سید جاوید اندیش  در سال ۲۰۱۵ میلادی به ارزش ۲۲ میلیون دالر  خریداری نمود.
نخستین نمایندگی یک بانک تجاری افغانی در ولایت هرات توسط بانک تجارتی افغانستان افتتاح گردید.

## کارکنان
شمار کارکنان بانک تجارتی افغانستان در حال حاضر ۶۰۴ نفر می‌باشد.